# Джюнекян
Джюнекя́н (Дюнекян; Дюннекян; устар. Дьюнэкээн) — река, правый приток реки Алдан, протекающий по Усть-Майскому улусу Республики Саха (Якутия), Россия.
Местное население называет эту речку Эльдика́нка. Хотя на самом деле, Эльдиканка — это левый приток Джюнекяна, расположенный в 27 км от его устья.
Длина — 102 км, площадь бассейна — 3340 км². Берёт начало от слияния реки Чухоной и реки Джорону на высоте 347 м нум. Впадает в Алдан справа на высоте 143 м нум.
Замерзает во второй половине октября, вскрывается во второй половине мая.
Вблизи устья расположен посёлок Эльдикан.